# 谈文虎
谈文虎（1950年—），江苏淮安人，汉族，中华人民共和国政治人物、第十一届全国人民代表大会解放军代表。

## 生平
毕业于山东大学宪法学与行政法学专业，是中共党员。担任山东省军区司令员。2008年起担任全国人大代表。